# Valget i Tanzania 2000
Valget i Tanzania 2000 blev afholdt 29. oktober 2000, udover i flere valgdistrikter på Zanzibar som måtte stemme igen 5. november på grund af fejl med distributionen af valgmaterialer. Dette var det andet valg i Tanzania efter at etpartistaten blev afskaffet i 1992, og blev vundet af det regerende parti Chama cha Mapinduzi, som vandt 202 af de 231 direktevalgte sæder i nationalforsamlingen. Deres præsidentkandidat Jakaya Kikwete vandt også præsidentvalget.
Efter valget blev 48 ekstra kvindesæder givet til partierne baseret på deres andel af medlemmer i nationalforsamlingen, mens fem medlemmer blev valgt af Repræsentanternes hus på Zanzibar, ti medlemmer blev nomineret af præsidenten, mens generaladvokaten er medlem af nationalforsamlingen i kraft af sit embede, så det totale antal medlemmer er 285.
Det var en valgopslutning på 88,43 % af de 10.088.484 registrerede stemmeberettigede.

## Resultater

### Præsident
| Kandidat                | Parti                                                     | Stemmer   | %      |
| ----------------------- | --------------------------------------------------------- | --------- | ------ |
| Benjamin Mkapa          | Chama cha Mapinduzi                                       | 5.863.201 | 71,74  |
| Ibrahim Lipumba         | Civic United Front                                        | 1.329.077 | 16,26  |
| Augustine Mrema         | National Convention for Construction and Reform – Mageuzi | 637.115   | 7,80   |
| John Cheyo              | United Democratic Party                                   | 342.891   | 4,20   |
| Ugyldige/blanke stemmer | Ugyldige/blanke stemmer                                   | 345.314   | –      |
| Stemmer totalt          | Stemmer totalt                                            | 8.517.598 | 100,00 |

### Nationalforsamlingen
| Parti                                                     | Stemmer   | %      | Sæder | Tillægssæder for kvinder |
| --------------------------------------------------------- | --------- | ------ | ----- | ------------------------ |
| Chama cha Mapinduzi                                       | 4.628.127 | 65,19  | 202   | 41                       |
| Civic United Front                                        | 890.044   | 12,54  | 17    | 4                        |
| Tanzania Labour Party                                     | 652.504   | 9,19   | 4     | 1                        |
| United Democratic Party                                   | 315.303   | 4,44   | 3     | 1                        |
| Chadema                                                   | 300.567   | 4,23   | 4     | 1                        |
| National Convention for Construction and Reform – Mageuzi | 256.591   | 3,61   | 1     | –                        |
| United People's Democratic Party                          | 14.789    | 0,21   | –     | –                        |
| Popular National Party                                    | 11.731    | 0,17   | –     | –                        |
| Progressive Party of Tanzania – Maendeleo                 | 10.206    | 0,14   | –     | –                        |
| Tanzania Democratic Alliance                              | 9.647     | 0,14   | –     | –                        |
| Union for Multiparty Democracy                            | 7.550     | 0,11   | –     | –                        |
| National League for Democracy                             | 2.507     | 0,04   | –     | –                        |
| National Reconstruction Alliance                          | 70        | 0,00   | –     | –                        |
| Ugyldige/blanke stemmer                                   | 405.768   | –      | –     | –                        |
| Stemmer totalt                                            | 7.099.636 | 100,00 | 231   | 37                       |